# Joseph Finegan

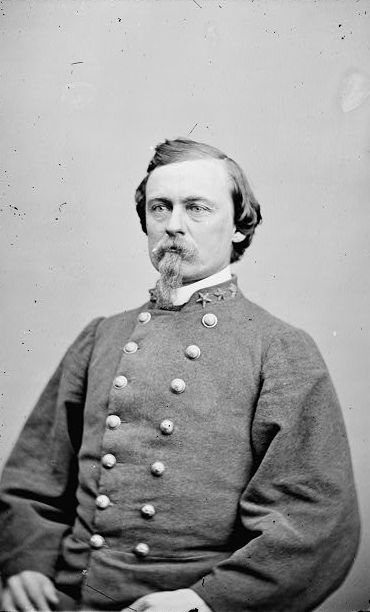
Joseph Finegan

Joseph Finegan (auch: Finnegan, * 17. November 1814, Clones, County Monaghan, Irland; † 29. Oktober 1885 in Rutledge, westlich von Gainesville, Florida) war ein amerikanischer Geschäftsmann aus Irland. Er war Brigadegeneral der Konföderierten Armee während des Amerikanischen Bürgerkriegs. Von 1862 bis 1864 befehligte er konföderierte Truppen, die in Mittel- und Ostflorida operierten, und führte schließlich den Sieg der Konföderierten in der Schlacht bei Olustee an, der einzigen größeren Schlacht des Staates. Anschließend führte er die Florida-Brigade in der Army of Northern Virginia bis kurz vor Ende des Krieges.
Vor dem Krieg war Finegan Politiker, Anwalt, Holzmühlenbetreiber, Sklavenhalter und Eisenbahnbauer. Nach dem Krieg kehrte er in die Wirtschaft zurück und arbeitete als Baumwollmakler.

## Leben und Vorkriegskarriere
Finegan wurde am 17. November 1814 in Clones im County Monaghan, Irland, geboren. Er kam in den 1830ern nach Florida, wo er zuerst eine Sägemühle in Jacksonville gründete und später ein Rechtsanwaltsbüro in Fernandina. Dort ging er auch eine Geschäftspartnerschaft mit David Levy Yulee ein und begann mit dem Bau der Florida Railroad um den Transport von Gütern und Personen von der atlantischen Ostküste des neuen Staates zum Golf von Mexiko zu erleichtern.
Finegans Erfolge hängen vielleicht auch mit seiner ersten Heirat, mit der Witwe Rebecca Smith Travers, am 28. Juli 1842 zusammen. Ihre Schwester Mary Martha Smith war die Frau des Territorialgouverneurs von Florida, Robert Raymond Reid, welcher selbst von Präsident Martin Van Buren ernannt worden war.
Beispielsweise zahlte er bei einer Gerichtsauktion im Jahr 1849 nur fünfundzwanzig Dollar (25 $) für fünf Meilen Uferlinie am Lake Monroe.
1852 gehörte er zum Committee of Vigilance and Safety von Jacksonville, Florida.
Bis zum Ausbruch des amerikanischen Bürgerkriegs, hatte Finegan für seine Familie ein Herrenhaus mit vierzig Zimmern in Fernandina gebaut, das zwischen der 11th und 12th Street und der Boome und Calhoun Avenue lag. An dem Standort befindet sich heute die Atlantic Elementary School. Zur Familie gehörten die drei Stieftöchter Maria, Margaret und Martha Travers; sowie die eigenen Kinder Rutledge, Agnes, Josephine und Yulee Finegan.
Auf der Sezessionsversammlung Floridas vertrat Finegan zusammen mit James Graham Cooper das Nassau County.

## Amerikanischer Bürgerkrieg
Im April 1862 übernahm Finegan von Brigadegeneral James H. Trapier das Kommando über Mittel- und Ostflorida. Bald darauf kam es zu einer Blamage im Zusammenhang mit dem Wrack des Blockadebrechers Kate im Mosquito Inlet (heute: Ponce de Leon Inlet). Die Ladung aus Waffen, Munition, medizinischem Nachschub, Decken und Schuhen wurde von Zivilisten geplündert. Versuche diese Fracht zurückzugewinnen währten Monate, bevor Finegan einen öffentlichen Aufruf startete. Die meisten der Waffen wurden gefunden, aber die anderen Güter wurden nie zurückgewonnen. Bereits 1862 erkannte Finegan auch die Bedeutung des Rindfleischs aus Florida für die Sache der Konföderierten und erteilte dem Viehbaron Jacob Summerlin die Erlaubnis, dreißig Mann aus den unter seinem Kommando stehenden Staatstruppen auszuwählen, um beim Treiben der Viehherden nach Norden zu helfen.
Zu dieser Zeit wurde der wichtigste Militärstützpunkt der Konföderierten in Ostflorida zu Ehren des ranghöchsten Offiziers des Staates landläufig „Camp Finegan“ genannt. Er lag etwa elf Kilometer westlich von Jacksonville, südlich der Eisenbahnlinie in der Nähe des heutigen Marietta.
Im Jahr 1863 beschwerte sich Finegan über die großen Mengen Rum, die von den West Indies nach Florida gelangten. Schmuggler kauften ihn in Kuba für nur 17 Cent pro Gallone, um ihn im blockierten Staat für 25 Dollar pro Gallone zu verkaufen. Er forderte Gouverneur John Milton auf, den „abscheulichen Artikel“ („vile article“) zu konfiszieren und zu vernichten, bevor er die Moral von Armee und Zivilisten beeinträchtigen könnte.
Im Februar 1864 begann General Pierre Gustave Toutant Beauregard Verstärkung zu Finegan zu schicken, nachdem konföderierte Beamte von einem Aufmarsch der Bundestruppen in der besetzten Stadt Jacksonville erfahren hatten. Da Florida eine wichtige Versorgungsroute und Rindfleischquelle für die anderen Südstaaten war, konnten sie nicht zulassen, dass es vollständig in die Hände der Union fiel.
Am 20. Februar 1864 stoppte Finegan einen Vormarsch der Unionstruppen aus Jacksonville unter General Truman Seymour, welcher die Einnahme der Staatshauptstadt Tallahassee anstrebte. Ihre beiden Armeen trafen in der Schlacht bei Olustee aufeinander, wo Finegans Männer die Unionsarmee besiegten und sie zur Flucht hinter den St. Johns River zwangen. Kritiker bemängelten, dass Finegan seinen Sieg nicht ausnutzte, um seinen zurückweichenden Feind zu verfolgen, sondern sich damit begnügte, Waffen und Munition vom Schlachtfeld zu bergen. Doch sein Sieg war ein seltener Lichtblick in einem ansonsten düsteren Jahr für die bröckelnde Konföderation.
Einige Kritiker Finegans sind der Meinung, dass er kaum mehr zum Sieg der Konföderierten bei Olustee beigetragen hat, als Truppen zu General Alfred H. Colquitt aus Georgia zu schicken, welchem die Vereitelung des Vormarsches der Union zugeschrieben wird. Sie weisen darauf hin, dass Finegan schnell seines Kommandos über diese Einheiten enthoben und durch Generalmajor James Patton Anderson ersetzt wurde. Dieser Kommandowechsel war jedoch notwendig, da Finegan angewiesen wurde, die „Florida Brigade“ in der Army of Northern Virginia zu führen, wo er effektiv bis fast zum Ende des Krieges diente.

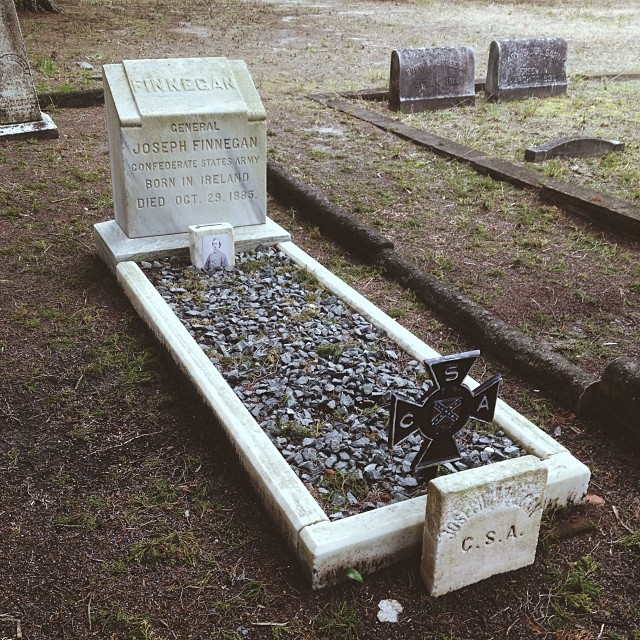
Das Grab von Joseph Finegan auf dem Old City Cemetery von Jacksonville, Florida.

 Colonel David Lang war der letzte Kommandeur der Brigade vor der Kapitulation nach dem Gefecht bei Appomattox Court House.

## Nachkriegszeit
Als Finegan nach dem Krieg nach Fernandina zurückkehrte, musste er feststellen, dass sein Anwesen vom Freedmen’s Bureau beschlagnahmt worden war als Waisenhaus und Schule für schwarze Kinder. Nach einigen juristischen Auseinandersetzungen gelang es ihm schließlich, das Anwesen zurückzuerhalten. Er musste allerdings den Großteil seines Landes am Lake Monroe für 18.200 Dollar an Henry Sanford verkaufen, um seine Anwälte und andere Gläubiger zu bezahlen. Ein Hausgrundstück in Silver Lake behielt er jedoch. Ein Schicksalsschlag war der frühe Tod seines Sohnes Rutledge, der am 4. April 1871 verstarb und einen Umzug nach Savannah, Georgia, notwendig machte. Bei der großen irischen Bevölkerung dort fühlte sich Finegan wohl und arbeitete als Baumwollmakler.
Während er in Savannah lebte, heiratete Finegan seine zweite Frau, die Witwe Lucy C. Alexander, eine Schönheit aus Tennessee. Sie ließen sich in einem großen Orangenhain in Orange County, Florida, nieder. Finegan verstarb am 29. Oktober 1885 in Rutledge, Florida. Die Florida Times Union schrieb sein Tod sei die Folge „einer schweren Erkältung mit Schüttelfrost, welcher er nach kurzer Krankheit erlag“ („severe cold, inducing chills, to which he succumbed after brief illness“). Die zeitung beschrieb Finegan als „herzlich, ungekünstelt, fröhlich, klar im Kopf und scharfsinnig“ („hearty, unaffected, jovial, clear-headed, and keen-witted“). Er wurde auf dem Old City Cemetery in Jacksonville bestattet.